# فيانويفا دي غاييغو
بلدية فيانويفا دي غاييغو (بالإسبانية: Villanueva de Gállego) هي بلدية تقع في مقاطعة سرقسطة التابعة لمنطقة أراغون شمال شرق إسبانيا.

## الديموغرافيا
بلغ عدد سكان بلدية فيانويفا دي غاييغو 4.526 نسمة عام 2011 (وفقاً للمعهد الوطني الإسباني للإحصاء).
| 2.734 | 2.963 | 3.441 | 3.790 | 4.013 | 4.255 | 4.526 |

## أعلام
- فرانسيسكو براديا